# Luis Amarilla
Luis Antonio Amarilla Lencina (Areguá, 25 agosto 1995) è un calciatore paraguaiano, attaccante del Mazatlán.

## Caratteristiche tecniche
È un centravanti.

## Carriera

### Club
Cresciuto nelle giovanili del Libertad, ha esordito il 13 ottobre 2013 in occasione del match vinto 2-0 contro il Nacional.

### Nazionale
Con la Nazionale Under-20 di calcio del Paraguay ha preso parte al Campionato sudamericano di calcio Under-20 2015 disputando 5 incontri e segnando una rete.

## Statistiche

### Presenze e reti nei club
Statistiche aggiornate al 15 marzo 2018.
| Stagione        | Squadra         | Campionato      | Campionato | Campionato | Coppe nazionali | Coppe nazionali | Coppe nazionali | Coppe continentali | Coppe continentali | Coppe continentali | Altre coppe | Altre coppe | Altre coppe | Totale | Totale | Totale |
| Stagione        | Squadra         | Comp            | Pres       | Reti       | Comp            | Pres            | Reti            | Comp               | Pres               | Reti               | Comp        | Pres        | Reti        | Pres   | Reti   |        |
| --------------- | --------------- | --------------- | ---------- | ---------- | --------------- | --------------- | --------------- | ------------------ | ------------------ | ------------------ | ----------- | ----------- | ----------- | ------ | ------ | ------ |
| 2013            | Libertad        | PD              | 6          | 0          |                 | -               | -               | CS                 | 0                  | 0                  |             | -           | -           | 6      | 0      |        |
| 2014            | Libertad        | PD              | 3          | 0          |                 | -               | -               | CS                 | 0                  | 0                  |             | -           | -           | 3      | 0      |        |
| 2015            | Libertad        | PD              | 4          | 0          |                 | -               | -               | CL                 | 0                  | 0                  |             | -           | -           | 4      | 0      |        |
| Totale Libertad | Totale Libertad | Totale Libertad | 13         | 0          |                 | -               | -               |                    | 0                  | 0                  |             | -           | -           | 13     | 0      |        |
| 2016            | Sol de América  | PD              | 17         | 1          |                 | -               | -               | CS                 | 3                  | 0                  |             | -           | -           | 20     | 1      |        |
| 2017-2018       | Vélez Sarsfield | PD              | 6          | 1          | CA              | 1               | 0               |                    | -                  | -                  |             | -           | -           | 7      | 1      |        |
| Totale carriera | Totale carriera | Totale carriera | 36         | 2          |                 | 1               | 0               |                    | 3                  | 0                  |             | -           | -           | 41     | 2      |        |

## Palmarès

### Club

#### Competizioni nazionali
- División Profesional: 2

Libertad: 2014 (A), 2014 (C)

### Individuale
- Capocannoniere del campionato ecuadoriano: 1

2019 (19 reti)